# Зарник
За́рник (болг. Зарник) — село в Силістринській області Болгарії. Входить до складу общини Кайнарджа.

## Населення
За даними перепису населення 2011 року у селі проживали 483 особи.
Національний склад населення села:
| Національність   | Кількість осіб | Відсоток |
| ---------------- | -------------- | -------- |
| турки            | 449            | 98,0%    |
| болгари          | 8              | 1,7%     |
| Всього відповіли | 458            |          |

Розподіл населення за віком у 2011 році:
Динаміка населення: